# Rosa Linn
Rosa Kostandjan (armeniska: Ռոզա Կոստանդյան), känd professionellt som Rosa Linn, född 20 maj 2000 i Vanadzor i norra Armenien, är en armenisk singer-songwriter som deltog i Eurovision Song Contest 2022 i Turin med låten "Snap".
Rosa Linns karriär tog fart när hon blev signad för skivbolaget Nvak Collective och släppte sin debutsingel "King", tillsammans med den amerikanska sångerskan Kiiara (Kiara Saulters), år 2021. Hon skulle senare komma att representera sitt land i Eurovision Song Contest 2022 i Turin med låten "Snap", som slutade på en tjugondeplats i finalen. Efter tävlingen fick låten sitt stora globala genombrott när den var en av de mest spelade på Spotify med totalt 114 miljoner lyssningar i slutet av augusti 2022. Den har även uppmärksammats på Tiktok, toppat Billboardlistan och legat etta flera veckor på svenska radiotopplistan.